# Pinus amamiana
Pinus amamiana (лат.) — вид деревьев рода Сосна (Pinus) семейства сосновых (Pinaceae). Эндемичный вид встречается только на двух островах на юге Японии. В Красной книге МСОП классифицируется как «находящийся под критической угрозой исчезновения».

## Ботаническое описание
Вечнозеленое дерево высотой от 20 до 30 метров. Диаметр ствола достигает 2 метров. Кора ствола молодых деревьев гладкая и серо-коричневая, у старых деревьев она трескается и распадается в нижней части ствола на крупные, шелушащиеся, серые пластины. Ветви молодых деревьев расположены в ложных завитушках и образуют коническую крону. Позже она расширяется до круглой открытой кроны. Игольчатые веточки гладкие. Молодые побеги слабо опушены и вскоре лысеют, первоначально серо-зелёные, а затем серо-коричневые.
Вегетативные почки цилиндрические и слегка смолистые. Терминальные почки длиной от 10 до 15 миллиметров, боковые короче. Листья чешуи красновато-коричневые, яйцевидно-линейные.
Хвоинки растут по пять штук в опадающей оболочке из тонких чешуек. Хвоинки тонкие, выступающие, прямые или слегка изогнутые, редко всего 3, обычно от 5 до 8, иногда до 9 сантиметров в длину, треугольные в поперечном сечении и от 0,8 до 1 миллиметра в ширину. Только на адаксиальной стороне видны стоматы. В каждой игле образуется три смоляных канала. Хвоя остается на дереве в течение двух-трёх лет.
Пыльцевые шишки растут по спирали длинными группами у основания молодых побегов. Пыльцевые шишки цилиндрические или яйцевидно-эллиптические, тонкие или крепкие, зеленовато-белые со слегка красноватым верхним концом, длиной от 1,5 до 2,5, редко до 3 сантиметров.
Семенные шишки растут поодиночке или парами, сначала зелёные и прямостоячие, а затем тёмно-пурпурно-коричневые и всё более поникшие на крепких, изогнутых, 1-2-сантиметровых ножках. Шишки часто смолистые, раскрываются слабо, имеют длину 5-7 сантиметров и диаметр 3-4 сантиметра в раскрытом состоянии. Семенные чешуи деревянистые, жесткие, слегка изогнутые внутрь, длиной от 1,5 до 2 сантиметров и шириной от 2 до 3 сантиметров. Базальные чешуйки, однако, почти не изогнуты. На адаксиальной стороне есть два углубления, в которых растут семена. Апофиз ромбический или более или менее округлый снаружи, бледно-желтовато-коричневый до более темного красновато-коричневого, густо одревесневший с прямым или слегка изогнутым краем, заканчивающимся малозаметным и тупым умбо.
Семена от серого до почти чёрного цвета, эллипсоидные, длиной 10-12 мм, шириной 5-6 мм и толщиной около 4 мм, бескрылые, иногда с небольшим гребнем на абаксиальном крае или редко с жилкованием.

## Распространение и среда обитания
Естественный ареал произрастания вида находится на двух японских островах Якусима и Танегасима, расположенных к югу от Кюсю. В статусе эндемика произрастает в открытых древостоях, подверженных воздействию погоды, в других местах, часто покрытых редкой растительностью, на скалистых склонах. На Якусиме он встречается на высоте от 250 до 900 метров, а на Танегасиме — на высоте от 50 до 200 метров.

## Угроза исчезновения
В Красном списке видов, находящихся под угрозой исчезновения МСОП от 2010 года вид внесен в список «Находящихся под угрозой исчезновения». Ареал охватывает всего 600 квадратных километров, известно только четыре места обитания, а популяции вместе занимают всего около 50 квадратных километров. На Якусиме существует три популяции, одна в Сейбу с 2000 — 3000 экземплярами деревьев, одна в Хираучи с менее чем 1000, и одна в Такахира с менее чем 100 экземплярами. В Танегасиме есть только одна популяция в центре острова, насчитывающая около 300 зрелых деревьев. Однако все популяции сокращаются. Раньше деревья вырубали ради их древесины. Нематоды, которые были непреднамеренно завезены из США, также вызывают гибель молодых экземпляров. На острове Танегасима также пострадали взрослые деревья. Леса на Якусиме находятся в заповеднике.

## Систематика
Вид был впервые описан в 1924 году ботаником Гэнъити Коидзуми в журнале Botanical Magazine. Видовой эпитет amamiana происходит из языка народа амами, населяющего острова Рюкю. Алйос Фарйон подтверждает видовой статус.
Вид Pinus amamiana относится к роду Pinus. В 1974 году Сумихико Хатусима предложил в Memoirs of the Faculty of Agriculture отнести его к виду Pinus armandii как разновидность Pinus armandii var. amamiana (Koidz.) Hatus. Этого же мнения придерживался и Джеймс Е. Экенвальдер. Степень родства вида Pinus amamiana с Pinus armandii, Pinus fenzeliana и Pinus morrisonicola ещё недостаточно изучена. Pinus amamiana, вероятно, наиболее отличается от других видов благодаря своим довольно маленьким шишкам и бескрылым семенам, которые приспособлены к рассеиванию птицами. С другой стороны, на примере других видов сосен, таких как Pinus albicaulis и Pinus cembra, известно, что эти адаптации могут развиваться очень быстро под воздействием селективного давления, и поэтому они не являются хорошими индикаторами взаимоотношений.

## Использование
Древесина не используется в коммерческих целях. В прошлом древесина использовалась местным населением в качестве строительного леса и для столярных работ. Вид также мало культивируется, но несколько чаще встречается в Японии.